# 備前市
備前市（びぜんし）は、岡山県の南東部にある市。古代から窯業が営まれ、中世からは備前焼の産地として伝統技術が受け継がれ、さらに近代以降は耐火煉瓦の製造などが発展してきた。カキ養殖やサワラ漁など漁業も盛んである。東部は兵庫県に隣接する。

## 地理

### 地勢
瀬戸内海に面し海岸線が入り組んでおり瀬戸内海国立公園の一部を成す。また、市の中心地・片上地区に片上湾が入り込んでいる。南東部、日生地区には島嶼が点在する。全体的に平坦な場所が少なく丘陵地帯を成し、市全体の8割ほどを山林が占める。北東部の吉永地区は標高300～500mの高原地帯となっている。市の南西端が岡山平野の最東端に当たり僅かに平野が開け、最西端を吉井川が北から南へと流れている。
山
- 八塔寺山（538m[2][注釈 1]）
- 石道丸山（422m）
- 夕立受山（210m）
- 龍泉山　(368m)

河川
- 吉井川
- 金剛川
- 八塔寺川（吉井川支流）

湾岸
- 瀬戸内海（片上湾、日生湾）

島嶼
- 日生諸島（鹿久居島、曽島、鴻島、頭島、大多府島、鶴島など）

### 地質
鉄分を含んだ良質の粘土を産し、昔から製陶が盛んであった。また、三石地区・吉永地区では蝋石の採掘も盛んである。

### 隣接する自治体・行政区
岡山県
- 岡山市（東区）
- 瀬戸内市
- 赤磐市
- 美作市
- 和気郡和気町

兵庫県
- 赤穂市
- 赤穂郡上郡町
- 佐用郡佐用町
- 姫路市（海上で家島地区と隣接）

香川県
- 小豆郡小豆島町、土庄町（海上で小豆島と隣接）

## 地域

### 人口
| |                                        |  |
| 備前市と全国の年齢別人口分布（2005年） | 備前市の年齢・男女別人口分布（2005年） |  |
| ■紫色 ― 備前市 ■緑色 ― 日本全国 | ■青色 ― 男性 ■赤色 ― 女性              |  |
| 備前市（に相当する地域）の人口の推移 \| 1970年（昭和45年） \| 50,433人 \| \| \| 1975年（昭和50年） \| 50,745人 \| \| \| 1980年（昭和55年） \| 49,306人 \| \| \| 1985年（昭和60年） \| 48,112人 \| \| \| 1990年（平成2年） \| 46,319人 \| \| \| 1995年（平成7年） \| 44,855人 \| \| \| 2000年（平成12年） \| 42,534人 \| \| \| 2005年（平成17年） \| 40,241人 \| \| \| 2010年（平成22年） \| 37,839人 \| \| \| 2015年（平成27年） \| 35,179人 \| \| \| 2020年（令和2年） \| 32,320人 \| \| |                                        |  |
| 総務省統計局 国勢調査より |                                        |  |
| 1970年（昭和45年） | 50,433人                               |  |
| 1975年（昭和50年） | 50,745人                               |  |
| 1980年（昭和55年） | 49,306人                               |  |
| 1985年（昭和60年） | 48,112人                               |  |
| 1990年（平成2年） | 46,319人                               |  |
| 1995年（平成7年） | 44,855人                               |  |
| 2000年（平成12年） | 42,534人                               |  |
| 2005年（平成17年） | 40,241人                               |  |
| 2010年（平成22年） | 37,839人                               |  |
| 2015年（平成27年） | 35,179人                               |  |
| 2020年（令和2年） | 32,320人                               |  |

### 医療・福祉
- 備前市国民健康保険 市立備前病院 〒705-8501 備前市伊部2245
- 備前市国民健康保険 市立日生病院 〒701-3202 備前市日生町寒河2570-41
- 備前市国民健康保険 市立吉永病院 〒709-0224 備前市吉永町吉永中563-4

### 消防
- 東備消防組合

## 歴史

### 沿革
- 1889年6月1日 - 市町村制施行により和気郡伊部村、片上村、香登村、伊里村、鶴山村、三石村、邑久郡鶴山村が発足。
- 1901年2月6日 - 片上村が町制を施行し片上町となる。
- 1906年3月28日 - 三石村が町制を施行し三石町となる。
- 1912年4月1日 - 伊部村が町制を施行し伊部町となる。
- 1927年10月1日 - 香登村が町制を施行し香登町となる。
- 1951年4月1日 - 片上町、伊部町が合併して、備前町が発足。
- 1951年11月3日 - 伊里村が町制を施行し伊里町となる。
- 1955年3月31日 - 備前町、伊里町、香登町、和気郡鶴山村、邑久郡鶴山村が合併して備前町が発足。
- 1971年4月1日 - 備前町、三石町が合併、市制施行して備前市が発足。
- 2005年3月22日 -（旧）備前市、和気郡日生町、吉永町が合併し、改めて備前市が発足。
- 2024年10月9日 - 市歌「備前だより」を制定。

## 行政
- 市長：長崎信行（2025年4月24日就任、1期目）

### 歴代市長
特記なき場合『日本の歴代市長 : 市制施行百年の歩み』などによる。
旧備前市
| 代 | 氏名     | 就任                      | 退任                      | 備考 |
| -- | -------- | ------------------------- | ------------------------- | ---- |
| 1  | 武用謙一 | 1971年（昭和46年）4月26日 | 1975年（昭和50年）4月24日 |      |
| 2  | 神坂篤   | 1975年（昭和50年）4月27日 | 1991年（平成3年）4月26日  |      |
| 3  | 大橋信之 | 1991年（平成3年）4月27日  | 1995年（平成7年）4月26日  |      |
| 4  | 栗山志朗 | 1995年（平成7年）4月27日  | 2005年（平成17年）3月21日 |      |

備前市
| 代     | 氏名     | 就任年月日    | 退任年月日    | 備考           |
| ------ | -------- | ------------- | ------------- | -------------- |
|        | 森敬一   | 2005年3月22日 | 2013年4月24日 | 市長職務執行者 |
| 初-2代 | 西岡憲康 | 2005年4月25日 | 2013年4月23日 | 旧日生町長     |
| 3代    | 吉村武司 | 2013年4月24日 | 2017年4月23日 |                |
| 4代    | 田原隆雄 | 2017年4月24日 | 2021年4月23日 | 旧日生町長     |
| 5代    | 吉村武司 | 2021年4月24日 | 2025年4月23日 |                |
| 6代    | 長崎信行 | 2025年4月24日 | 現職          |                |

### 地域区分
市内の行政区は、合併前の旧備前市の西鶴山・香登・伊部・片上・伊里・東鶴山・三石地区、旧吉永町の吉永地区、旧日生町の日生地区の9地区に分かれている。
合併に伴い、地名は、以下の通り変更された。
- 岡山県備前市○○ → 岡山県備前市○○
- 岡山県和気郡日生町大字○○ → 岡山県備前市日生町○○
- 岡山県和気郡吉永町○○ → 岡山県備前市吉永町○○

### 市役所支所・出張所
備前市役所は片上地区にある。
- 日生総合支所（旧日生町役場）

備前市日生町日生630
- 吉永総合支所（旧吉永町役場）

備前市吉永町吉永中878
- 三石総合支所

備前市三石1094
- 三国出張所

備前市吉永町都留岐319

### 県
- 岡山県備前警察署
- 県の出先機関は岡山県備前県民局東備地域事務所（和気町）の管轄。
- 保健所は岡山県備前保健所東備支所（和気町）の管轄。

### 国
- 厚生労働省岡山労働局和気公共職業安定所備前出張所
- 法務省岡山地方法務局備前支局
- 財務省神戸税関宇野税関支署片上監視署
- 税務は瀬戸税務署の管轄。

## 議会

### 市議会
- 定数：16人[5]
- 任期：2022年6月1日 - 2026年5月31日

### 県議会
- 選挙区：備前市・和気郡選挙区
- 定数：2人
- 投票日：2023年4月9日
- 当日有権者数：38,944人
- 投票率：45.71％

| 候補者名 | 当落 | 年齢 | 所属党派   | 新旧別 | 得票数  |
| -------- | ---- | ---- | ---------- | ------ | ------- |
| 内山登   | 当   | 68   | 自由民主党 | 現     | 8,518票 |
| 正木美恵 | 当   | 60   | 無所属     | 新     | 4,776票 |
| 池本敏朗 | 落   | 68   | 自由民主党 | 現     | 4,268票 |

### 衆議院
- 選挙区：岡山3区（岡山市東区（旧瀬戸町の区域）、津山市、備前市、赤磐市、真庭市（旧北房町域を除く）、美作市、和気郡、真庭郡、苫田郡、勝田郡、英田郡、久米郡）
- 任期：2021年10月31日 - 2025年10月30日
- 当日有権者数：270,565人
- 投票率：57.97％

| 当落 | 候補者名   | 年齢 | 所属党派   | 新旧別 | 得票数   | 重複 |
| ---- | ---------- | ---- | ---------- | ------ | -------- | ---- |
| 当   | 平沼正二郎 | 41   | 無所属     | 新     | 68,631票 |      |
| 比当 | 阿部俊子   | 62   | 自由民主党 | 前     | 54,930票 | ○    |
|      | 森本栄     | 73   | 立憲民主党 | 新     | 23,316票 | ○    |
|      | 尾崎宏子   | 65   | 日本共産党 | 新     | 7,760票  |      |

## 経済

### 産業

#### 主な産業
- 備前市は六古窯（日本遺産）のひとつ、備前焼の産地として知られる。伊部地区に備前焼の工房や陶芸店が集中している。市内で数多く見受けられる煉瓦造りの四角い煙突は備前焼の窯のものである。
- 市の基幹産業は三石地区などでの耐火煉瓦である。また、他に活性炭工場（クラレケミカル）がある。
- 日生地区では漁業が盛んであり、「日生」は「下津井」と並んで岡山県における魚介のブランドである。特にカキの養殖漁業が行われており、大粒で人気が高い。近年このカキを使ったお好み焼き「カキオコ」で町おこしを図っている。

#### 本市に本社を置く企業
- 備前日生信用金庫
- 日生運輸

#### 本市に事業拠点を置く主な企業
- 品川リフラクトリーズ
- タイガースポリマー
- 日本ゴア合同会社
- ヨータイ

#### 商工会議所・商工会
- 備前商工会議所
- 備前東商工会

## 姉妹都市・提携都市

### 海外
姉妹都市
- クレア＆ギルバートバレー町（オーストラリア連邦南オーストラリア州）

### 日本国内
提携都市
- 常滑市（愛知県）
2012年（平成24年）7月5日 日本六古窯都市災害時相互応援協定締結

## 交通

### 鉄道
西日本旅客鉄道（JR西日本）

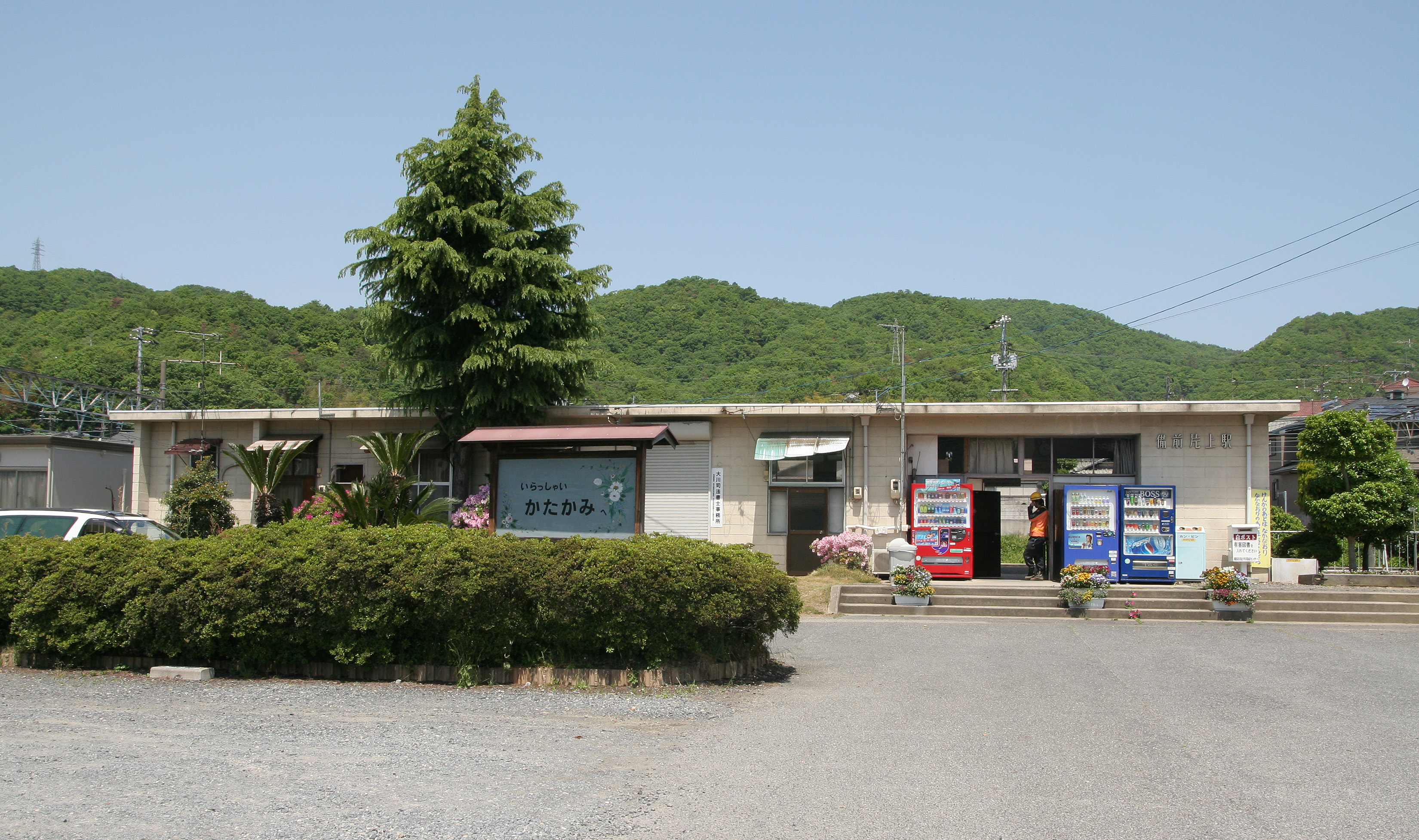
備前片上駅

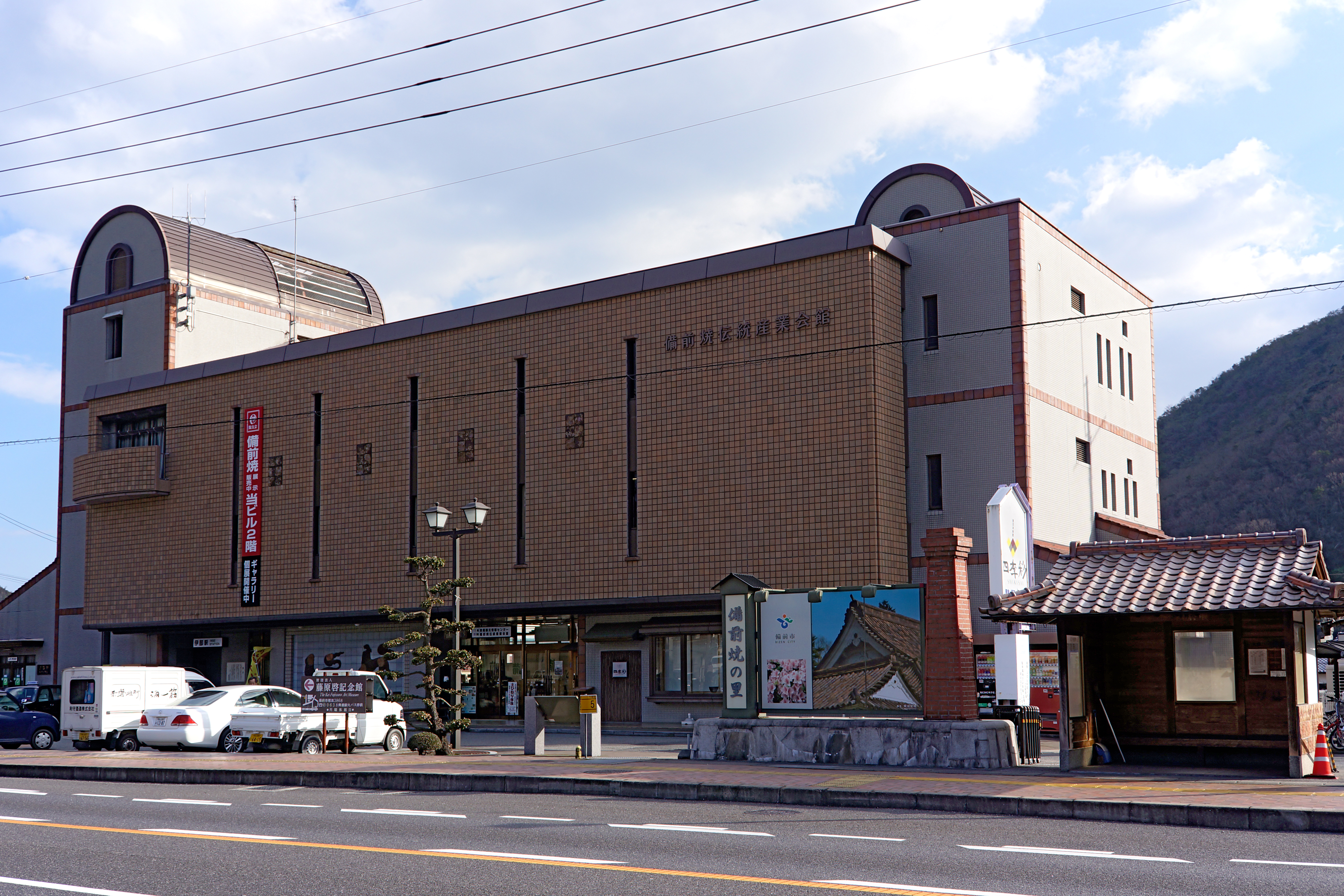
伊部駅

- 山陽本線：三石駅 - 吉永駅
- 赤穂線：寒河駅 - 日生駅 - 伊里駅 - 備前片上駅 - 西片上駅 - 伊部駅 - 香登駅
  - 中心となる駅：備前片上駅

また市域を山陽新幹線が通過するが、駅はない。（最寄りは岡山駅または相生駅）

#### 廃止された鉄道路線
- 同和鉱業片上鉄道線（1991年7月1日に廃止）

### バス
- 宇野バス
- 備前市営バス
- 東備西播定住自立圏 圏域バス
- 和気町営バス（和気・片上線及び吉永病院線）
- 瀬戸内市営バス（美和線）

### 港湾
東備港
- 鶴海港
- 片上港

久々井港

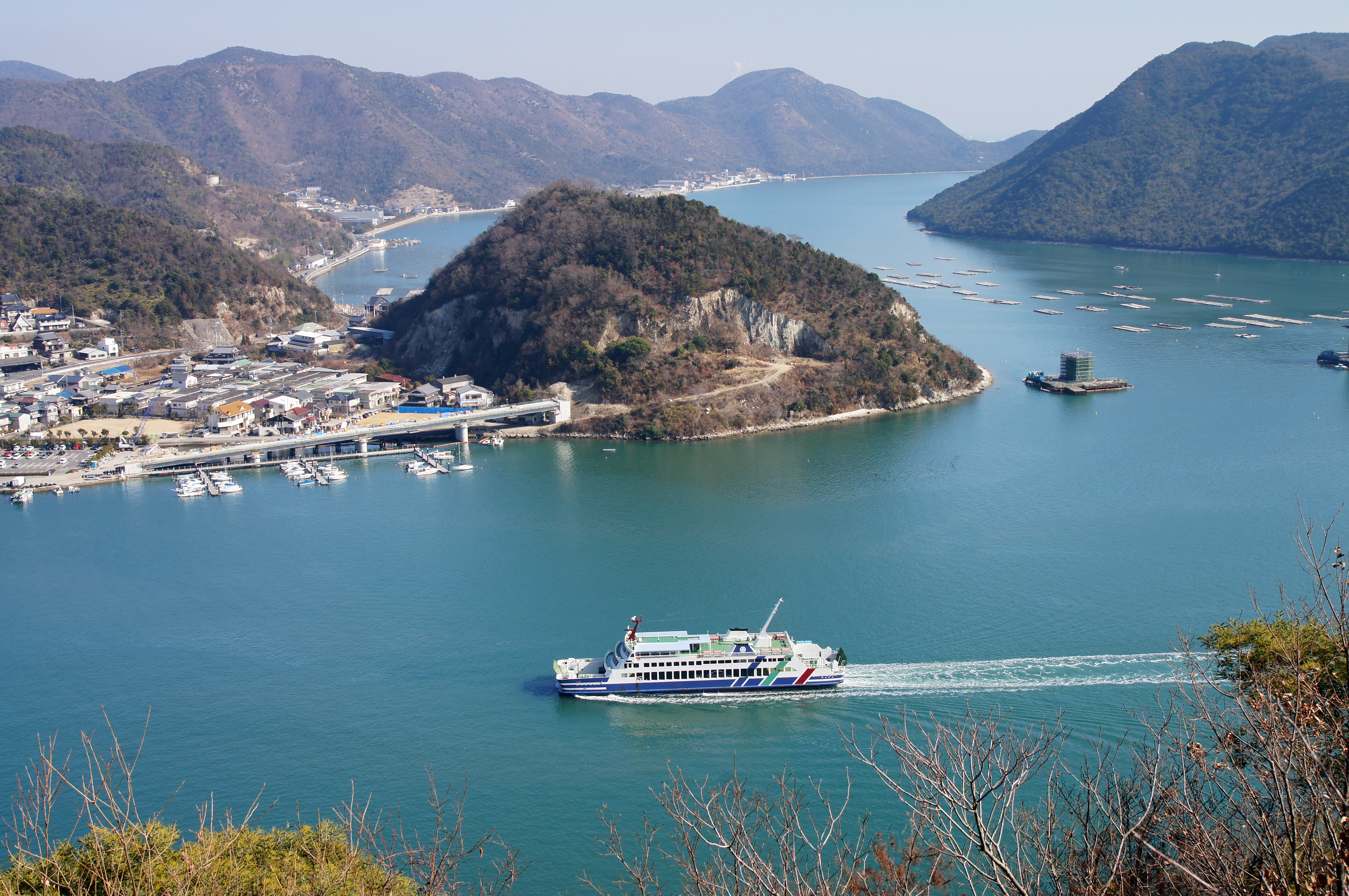
日生港
- 瀬戸内観光汽船 - 小豆島大部港（2023年12月1日より運休）
- 大生汽船 - 日生諸島

### 道路
高速道路
- 山陽自動車道：福石PA - 備前IC

一般国道
- 国道2号
- 国道250号
- 国道374号
- 国道484号（市内は国道374号と重用）

主要地方道
- 岡山県道39号備前牛窓線
- 岡山県道46号和気笹目作東線
- 岡山県道69号西大寺備前線
- 岡山県道79号佐伯長船線
- 兵庫県道・岡山県道90号赤穂佐伯線
- 岡山県道・兵庫県道96号岡山赤穂線

一般県道
- 岡山県道182号鶴海港線
- 岡山県道222号福谷小才線
- 岡山県道260号八木山日生線
- 岡山県道261号穂浪吉永停車場線
- 岡山県道262号蕃山友延線
- 岡山県道・兵庫県道368号吉永下徳久線
- 岡山県道381号牛文香登本線
- 岡山県道・兵庫県道385号高田上郡線…岡山県内部分は全く自動車の通れるところがない路線。
- 岡山ブルーライン（岡山県道397号寒河本庄岡山線）
- 岡山県道404号都留岐吉永停車場線
- 岡山県道418号鶴海港坂田線
- 岡山県道425号磯上備前線
- 岡山県道426号多麻滝宮線
- 岡山県道465号大平山坂田線
- 岡山県道703号備前柵原自転車道線

## 教育

### 高等学校
- 岡山県立備前緑陽高等学校
- 備前市立片上高等学校

### 中学校
- 備前市立備前中学校
- 備前市立伊里中学校
- 備前市立三石中学校
- 備前市立日生中学校
- 備前市立吉永中学校

### 小学校
- 備前市立片上小学校
- 備前市立伊部小学校
- 備前市立香登小学校
- 備前市立西鶴山小学校
- 備前市立東鶴山小学校
- 備前市立伊里小学校
- 備前市立三石小学校
- 備前市立日生西小学校
- 備前市立日生東小学校
- 備前市立吉永小学校

### 特別支援学校
- 岡山県立東備支援学校

### 廃校・休校
- 岡山県立備前高等学校（2005年閉校）
- 岡山県立備前東高等学校（2005年閉校）
- 備前市立大多府小学校（2008年閉校）
- 備前市立日生南小学校（2016年閉校）
- 備前市立日生西小学校 鴻島分校（休校中のまま2017年閉校）
- 備前市立神根小学校（2017年閉校）
- 備前市立三国小学校（2017年閉校）

※備前・備前東両高校は2003年に統合し備前緑陽高校として開校。

※日生南小学校は2016年に日生東小学校へ統合。

※神根・三国両小学校は2017年に吉永小学校へ統合。

## メディア

### 新聞
- 山陽新聞備前支局
- 朝日新聞備前支局
- 毎日新聞備前通信部
- 読売新聞備前通信部

### 放送
ケーブルテレビ
- 日生有線テレビ（ひなビジョン）

地上波テレビ放送、FMラジオ放送
| 局名             | NHK岡山 | NHK岡山 | RSK  | OHK  | RNC  | KSB  | TSC  | NHK-FM 岡山 | FM岡山  | 出力          | 偏波面 | 中継局所在地 |
| 局名             | 総合    | 教育    | RSK  | OHK  | RNC  | KSB  | TSC  | NHK-FM 岡山 | FM岡山  | 出力          | 偏波面 | 中継局所在地 |
| ---------------- | ------- | ------- | ---- | ---- | ---- | ---- | ---- | ----------- | ------- | ------------- | ------ | ------------ |
| （リモコン番号） | 1       | 2       | 6    | 8    | 4    | 5    | 7    | NHK-FM 岡山 | FM岡山  | 出力          | 偏波面 | 中継局所在地 |
| 備前デジタル     | 32ch    | 45ch    | 19ch | 46ch | 34ch | 31ch | 29ch | -           | -       | 0.3W          | 水平   | 笹尾山       |
| 備前             | 57ch    | 55ch    | 61ch | 53ch | 40ch | 42ch | 59ch | 82.6MHz     | 83.8MHz | TV 3W FM 10W  | 水平   | 笹尾山       |
| 備前伊里         | 56ch    | 54ch    | 60ch | 58ch | 52ch | 50ch | 48ch | -           | -       | 1W            | 水平   | 愛宕山       |
| 三石             | 1ch     | 12ch    | 7ch  | -    | -    | -    | -    | 84.5MHz     | -       | 1W            | 水平   | -            |
| 日生             | 49ch    | 51ch    | 38ch | 47ch | 41ch | 43ch | -    | 83.3MHz     | -       | TV 1W FM 0.5W | 水平   | 楯越山       |
| 吉永             | 2ch     | 4ch     | -    | -    | -    | -    | -    | -           | -       | 0.1W          | 垂直   | 飯山         |
| 吉永高田         | 58ch    | 56ch    | 60ch | 62ch | -    | -    | -    | -           | -       | 0.1W          | 水平   | -            |
| 神根             | 48ch    | 46ch    | 50ch | 52ch | -    | -    | -    | -           | -       | 0.1W          | 水平   | -            |

コミュニティFM放送
コミュニティ放送は一部地域が放送エリア内である。
- 岡山シティエフエム：79.0MHz（岡山局 出力20W）

AMラジオ放送
NHKは岡山局を受信する。山陽放送備前中継局はAMステレオ放送未実施。
- NHK岡山第1放送：603kHz（岡山局 出力5kW）
- NHK岡山第2放送：1386kHz（岡山局 出力5kW）
- RSKラジオ：1494kHz（備前局 出力1kW）

## 通信

### 電話番号

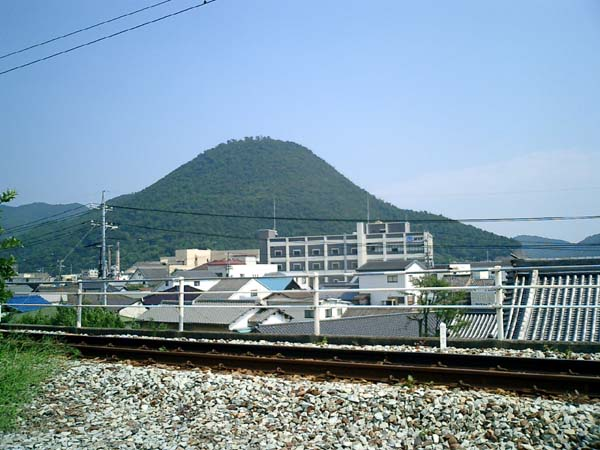
NTT西日本備前局（備前市西片上）

市外局番は、0869（62〜67、72、74、84、85）となっている。なお、以前は赤磐市（旧・熊山町）の08699（4〜9）は同一区域扱いとなっていたが、2008年3月1日0:10より、赤磐市の市外局番統一(全域086(岡山瀬戸MA)化)により、旧・熊山町区域が備前MAより離脱した。
- 備前MA(市外局番0869、市内局番60〜89、92〜93)：備前市・和気町
  - 備前電話交換所管轄（63、64）
  - 備前三石電話交換所管轄（62（0〜2、6〜9千番台））
  - 備前鶴海電話交換所管轄（65（2、7〜9千番台））
  - 備前香登電話交換所管轄（66）
  - 備前伊里電話交換所管轄（67）
  - 日生電話交換所管轄（72、74（0千番台））
  - 吉永電話交換所管轄（84（2〜4、6〜9千番台））
  - 備前三国電話交換所管轄（85（0、2千番台））

### 郵便番号
郵便物の集配は、以下の郵便局が行っている。
- 備前郵便局 : 705-00xx、705-85xx、705-86xx、705-87xx
- 三石郵便局 : 705-01xx（旧709-01）
- 日生郵便局 : 701-32xx
- 吉永郵便局 : 709-02xx、709-03xx[注釈 2]

## 名所・旧跡・観光スポット・祭事・催事

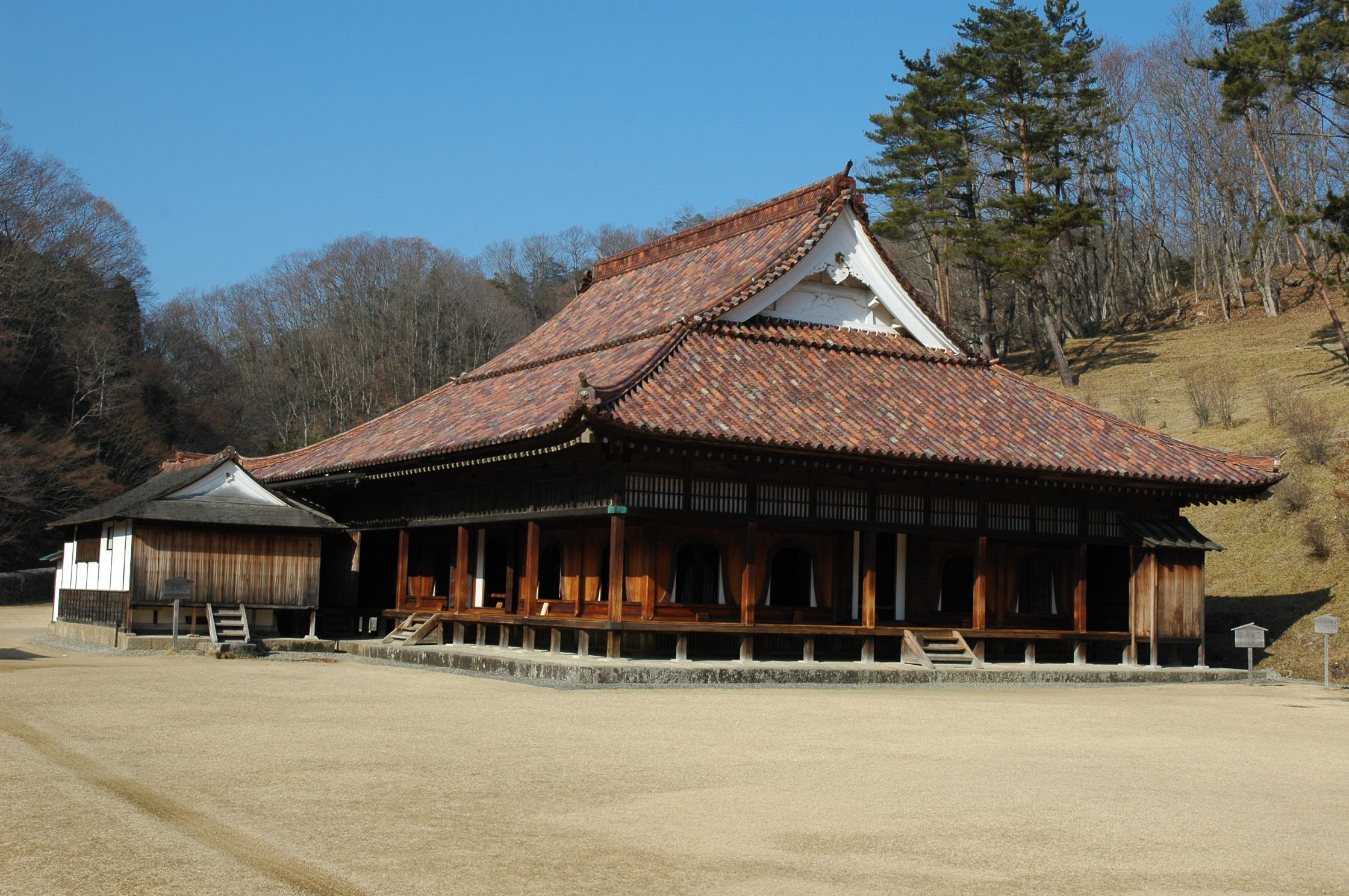
国宝・閑谷学校講堂

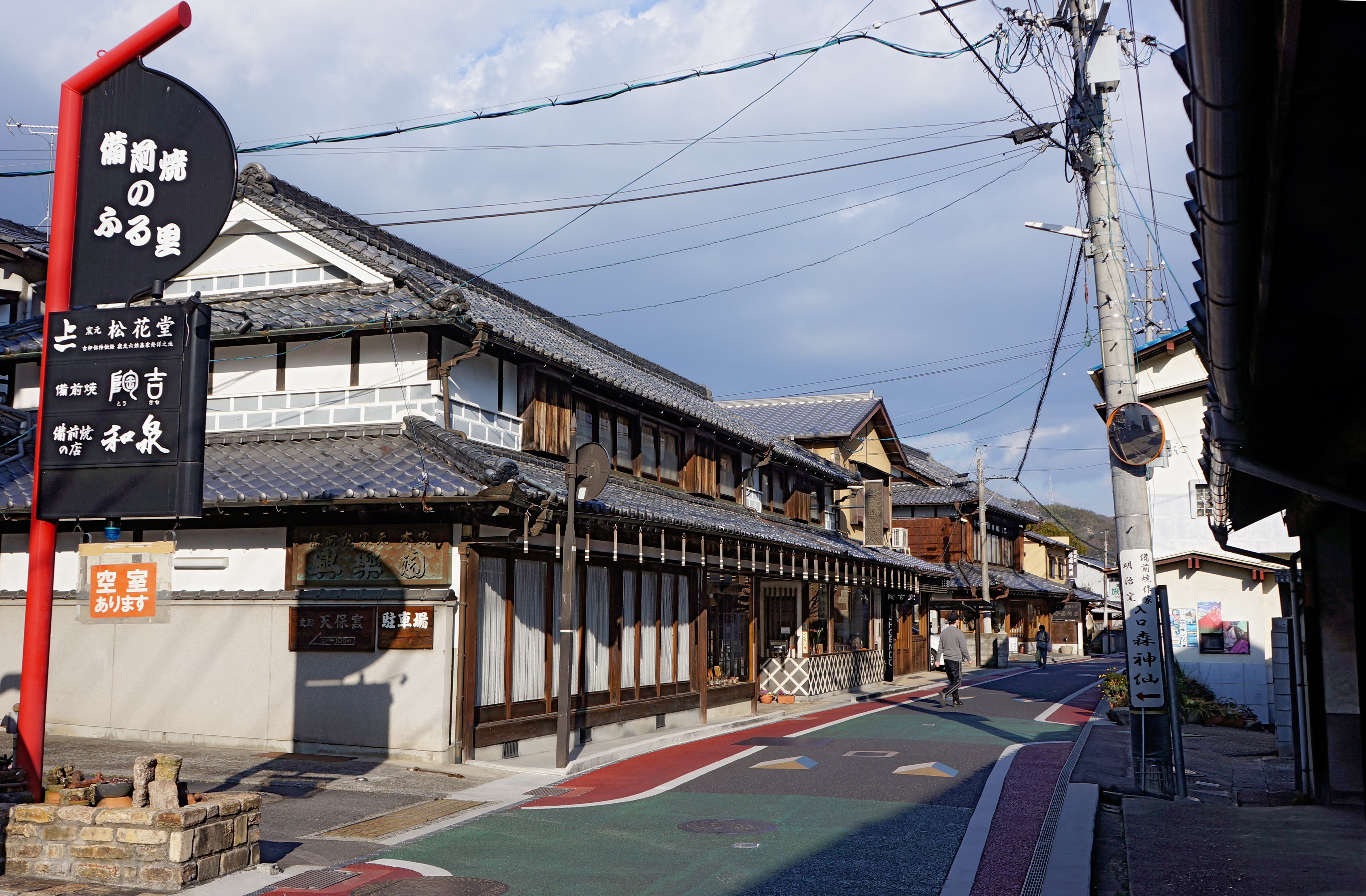
伊部備前焼のふるさと

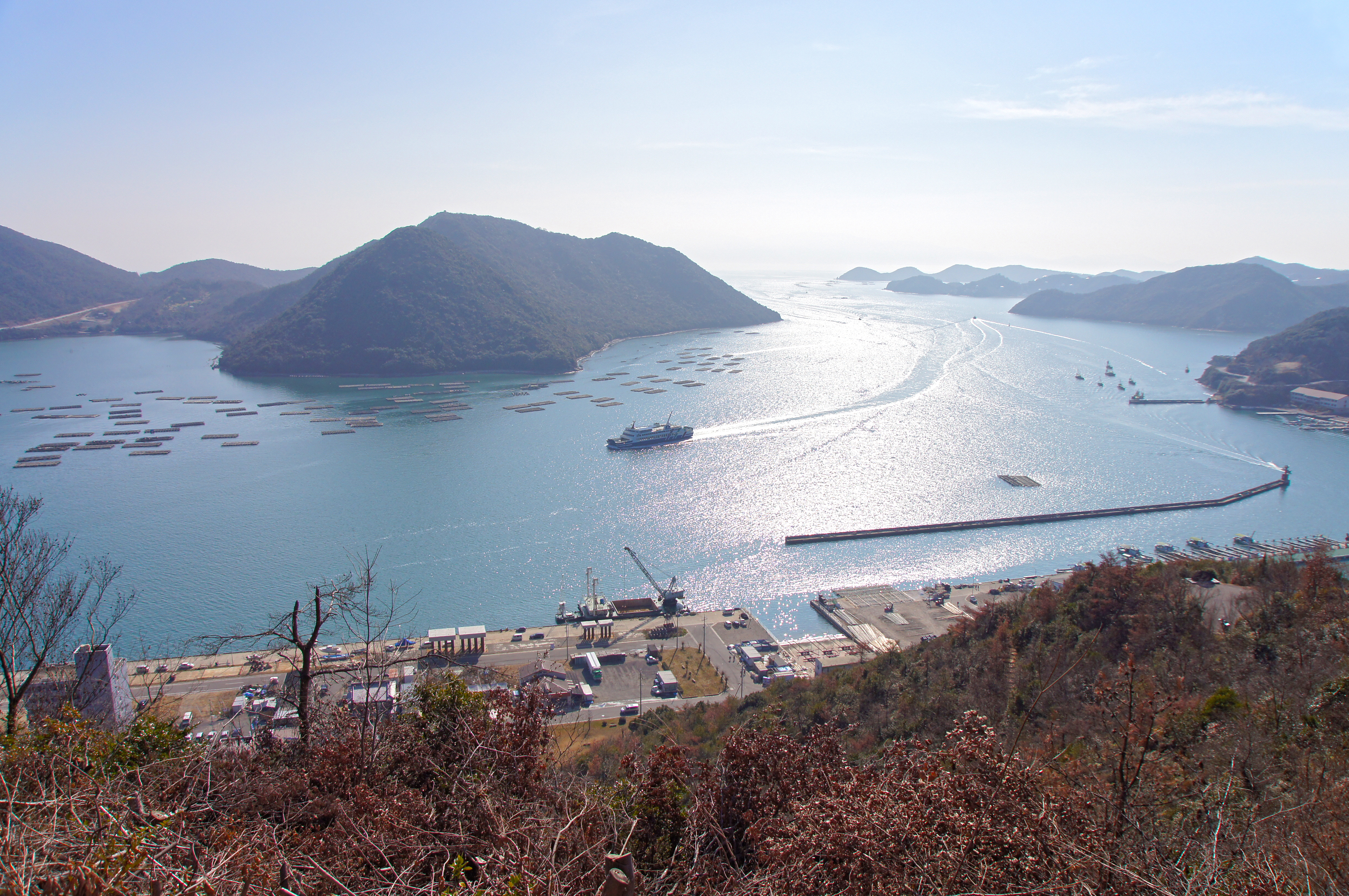
みなとの見える丘公園から望む日生港と日生諸島

### 旧跡
- 八塔寺
- 飯盛山城
- 東山城
- 三石城
- 鶴島キリシタン遺跡
- 富田松山城
- 大股城
- 高取家庭園跡 - 神根本にある江戸時代の遠州流回遊式庭園
- 野上牛頭天宮田倉牛神社
- 首塚
- 神根神社本殿
- 大内神社本殿
- 倉吉の板碑
- 天津神社本殿
- 甚九郎顕彰碑
- 金彦神社
- 鶴山丸山古墳
- 浦上村宗の塚
- 鏡石神社

### 観光

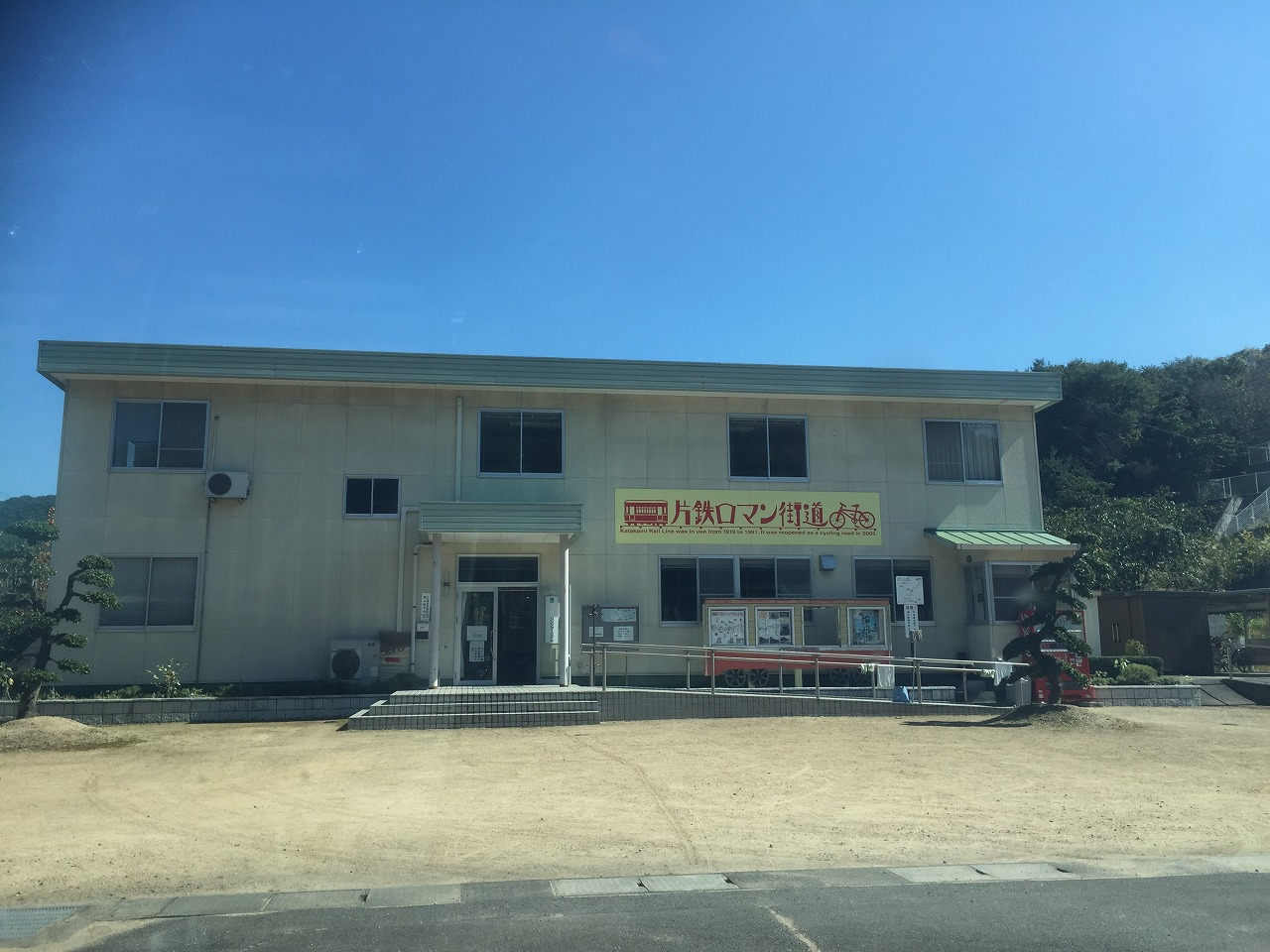
片鉄ロマン街道サイクリングターミナル

- 旧閑谷学校附椿山・石門・津田永忠宅跡及び黄葉亭（国宝、特別史跡）
- 大滝山福生寺
- 伊部（備前焼のふるさと）
- 備前市歴史民俗資料館
  - 備前陶器窯跡（国史跡）
  - 備前焼伝統産業会館
  - 備前陶芸美術館
  - 藤原啓記念館
- 笹尾山
- 夕立受山
- 日生港
  - みなとの見える丘公園
- 日生諸島
- 加子浦歴史文化館
- BIZEN中南米美術館
- 和意谷池田家墓所
- 八塔寺ふるさと村
- 片鉄ロマン街道 - サイクリングコース
- 深谷の滝
- 三石の煉瓦拱渠群（四列穴門等）
- 田倉牛神社
- 忌部神社

### 祭り
- 備前まつり（片上、5月）
- サンバースフェスティバル ・備前鰆祭（伊里・日生、5月）
- 三石夏祭り（三石、7月）
- 備前まつり（片上、7月）※2011年より阿波踊り開催
- サマーフェスティバル（吉永、8月第1土曜日）
- ひなせみなとまつり（日生、8月13日）
- 福石荒神社神楽獅子舞（三石、10月上旬の土曜日）
- 備前焼まつり（伊部駅前、10月第3日曜日とその前日の土曜日）
- 春日神社の大祭（日生、10月第3日曜日頃）
- 釈菜式（閑谷学校、10月）
- 市民ふれあい福祉まつり
- 神根（こうね）神社獅子舞（吉永、10月第3日曜日）
- 田倉牛神社（たくらうしがみしゃ）大祭（吉永、1月5日）
- 源平放水合戦 ・ ひなせ甚九郎市（日生、2月第1日曜日）
- 真魚市（まないち）かきまつり（伊里、2月）
- ひなせかき祭（日生、2月最終日曜日）

## 備前市出身の著名人

### 政治・行政
- 沖修司（林野庁長官）

### 経営・経済
- 明石照男（実業家・政治家）
- 國貞克則（経営コンサルタント）

### 学術
- 正宗厳敬（植物学者、白鳥の弟）

### 芸能
- Erie（E-girls）
- 加賀翔（お笑い芸人・かが屋）
- 平美乃理（ファッションモデル）
- 久本真菜（テレビ神奈川アナウンサー）
- ひでよしっと（お笑い芸人）
- 山口未翼（三重テレビ放送アナウンサー）

### 文化・芸術
- 有吉道夫（将棋棋士、第21期棋聖）
- 伊勢崎淳（陶芸家（備前焼））
- 岡千秋（作曲家）
- 金重陶陽（陶芸家（備前焼））
- 柴田錬三郎（小説家）
- 末井昭（作家）
- 中山ラマダ（漫画家）
- 林三從（芸術家）
- 藤原啓（陶芸家（備前焼））
- 藤原審爾（小説家、東京生まれ）
- 藤原雄（陶芸家（備前焼））
- 牧野大誓（児童文学者）
- 正宗敦夫（国文学者・歌人、白鳥の弟）
- 正宗得三郎（洋画家、白鳥の弟）
- 正宗白鳥（小説家・劇作家）
- 山本陶秀（陶芸家（備前焼））

### スポーツ
- 兼光保明（元プロ野球選手）
- 重友梨佐（陸上競技選手）
- 頓宮裕真（プロ野球選手）
- 橋本義隆（元プロ野球選手）
- 福島章太（プロ野球選手）
- 山本由伸（プロ野球選手）
- 万波中正（プロ野球選手）

### その他
- 赤石順治
- 加藤忍九郎
- 武元登々庵
- 武元君立
- 田渕屋甚九郎